# Supertaça Liga Futebol Amadora
A Supertaça Liga Futebol Amadora é um torneio de futebol de Timor-Leste. Foi criada em 2016 e é organizada pela Federação de Futebol de Timor-Leste e pela Liga Futebol Timor-Leste.
É disputada anualmente em uma partida única, entre a equipa vencedora da Primeira Divisão do Campeonato Timorense de Futebol e o campeão da Taça 12 de Novembro.
Caso o vencedor de ambos os torneios seja a mesma equipa, o vice-campeão de um deles se classificará também para a Supertaça, visando-se a realização da partida.

## História
A primeira edição do torneio foi realizada em 2016, após a conclusão da primeira temporada da então Liga Futebol Amadora (o campeonato nacional) e da quarta edição da Taça 12 de Novembro. O vencedor foi o A.S. Ponta Leste, que derrotou o SL Benfica na partida final.
Em 2019, o FC Lalenok United sagrou-se campeão. Após isto, o torneio entrou em um hiato, devido às dificuldades geradas pela pandemia de Covid-19 no país.

## Resultados
- 2016: Ponta Leste 2 x 1 Sport Laulara e Benfica
- 2017: Karketu Dili 4 x 0 Atlético Ultramar
- 2018: Boavista FC 2 x 0 Atlético Ultramar
- 2019: Lalenok United 3 x 1 Sport Laulara e Benfica
- 2020-24: cancelada
- 2025: em breve